# Noetiidae
 Noetiidae – rodzina małży nitkoskrzelnych z rzędu Arcoida.
W rodzinie  Noetiidae wyróżniane są następujące rodzaje:
- Arcopsis (Von Koenen, 1885)
- Noetia (Gray, 1857)
- Striarea (Conrad, 1862)